# 伊尔蒂法特甘杰巴扎尔
伊尔蒂法特甘杰巴扎尔（Iltifatganj Bazar），是印度北方邦Ambedaker Nagar县的一个城镇。总人口11339（2001年）。

## 人口
该地2001年总人口11339人，其中男性5870人，女性5469人；0—6岁人口2282人，其中男1219人，女1063人；识字率54.85%，其中男性为60.48%，女性为48.80%。